# André Damseaux
 (janvier 2022).
Si vous disposez d'ouvrages ou d'articles de référence ou si vous connaissez des sites web de qualité traitant du thème abordé ici, merci de compléter l'article en donnant les références utiles à sa vérifiabilité et en les liant à la section « Notes et références ».
André Raphaël Jean-Marie Maurice Antoine Damseaux, né à Verviers le 5 mars 1937 et mort à Jalhay, le 29 mars 2007, était un homme politique belge et militant wallon. Il milita au Parti réformateur libéral (PRL) puis au Mouvement réformateur (MR).

## Biographie
Nanti d'un diplôme en sciences politiques et en relations internationales, il commence par collaborer au journal La Meuse.
Membre des Etudiants libéraux et président de la Jeune Garde libérale, il devient conseiller communal de Verviers en 1965, il devint président du PLPW en 1973 : le parti libéral s'était séparé de son aile flamande un an auparavant. Il resta président quand le parti devint le PRLW (Parti des réformes et de la liberté de Wallonie), en 1977.
En 1981, il devient le Président du premier Gouvernement wallon absolument distinct du gouvernement central, mais, selon les accords pris, cède ce mandat à Jean-Maurice Dehousse à la fin de l'année. Il fut également ministre de l'éducation nationale de 1985 à 1987 et il siégea de 1971 à 1999 à la Chambre des représentants (notamment pendant la 47e législature de la Chambre des représentants).
En 1989, il devient bourgmestre de Verviers et le demeure jusqu'en janvier 1995. De 1999 à 2004, il siège au Parlement wallon.
Il fut également député européen de 1979 à 1984 et plaida à plusieurs reprises en faveur d'une Europe des régions.

## Carrière politique
- conseiller communal de Verviers (1965-1999)
  - bourgmestre (1989-1994)
- député (1971-1995)
  - membre du Conseil régional wallon (1980-1995)
- député européen (1979-1984)
- ministre de l'Exécutif régional wallon (1981-1985)
- Ministre-président de l’Exécutif régional wallon (Exécutif Damseaux, 1982)
- député wallon (1995-2004)
  - député du Parlement communautaire francophone
- conseiller communal de Jalhay (2001-2007)

## Effet Damseaux
L'arrondissement de Verviers composé de francophones et de germanophones, livre des élus au parlement wallon. Un candidat effectif élu qui prête serment à la Région wallonne en langue allemande ne siège de ce fait pas au parlement de la Communauté française. Il devient membre avec voix consultative du parlement de la Communauté germanophone de Belgique. C'est son suppléant, qui occupera sa place à la Communauté. Ce dispositif fut mis en place en 2002, modifiant l'ancienne loi qui interdisait l'accès à la Communauté française pour un germanophone mais ne lui prévoyait aucun remplaçant suppléant, laissant un siège vide.
André Damseaux fut le premier à se glisser dans cette faille institutionnelle pour se faire élire comme suppléant. Ce mécanisme a ainsi repris le nom d'effet Damseaux.